# U-439
U-439 – niemiecki okręt podwodny (U-Boot) typu VIIC z okresu II wojny światowej. Okręt wszedł do służby w 1941 roku. Kolejni dowódcy: Kptlt. Wolfgang Sporn, Oblt. Helmut von Tippelskirch.

## Historia
Okręt został włączony do 5. Flotylli U-Bootów celem treningu i zgrania załogi. Od listopada 1942 roku w składzie 1. Flotylli jako jednostka bojowa.
Odbył cztery patrole bojowe na północnym Atlantyku, podczas których nie zatopił żadnej jednostki przeciwnika.
U-439 zatonął nocą, 4 maja 1943 roku w wyniku kolizji z innym wynurzonym U-Bootem U-659 na zachód od przylądka Finisterre (Hiszpania). Obie jednostki należały do „wilczego stada” Drossel i próbowały zająć dogodną pozycję do ataku na jednostki dwóch przepływających w pobliżu konwojów: pierwszego składającego się z kutrów torpedowych, drugiego – z okrętów desantowych. Załogi obu okrętów skupione na akcji zaniedbały obserwację. U-439 uderzył dziobem w śródokręcie U-659; obie jednostki zatonęły. „MTB 670” uratował tylko 12 rozbitków, w tym 9 z załogi U-439.